# Новоандреевка (Новосибирская область)
Новоандреевка — упразднённый посёлок в Карасукском районе Новосибирской области. На момент упразднения входил в состав Калиновского сельсовета. Исключен из учётных данных в 1981 году.

## География
Посёлок располагался на левом берегу реки Чуман, в 8,5 км (по прямой) к юго-западу от поселка Грамотино.

## История
Посёлок был основан в 1905 году. В 1928 г. деревня Ново-Андреевка состояла из 50 хозяйств. В административном отношении являлась центром Ново-Андреевского сельсовета Ново-Алексеевского района Славгородского округа Сибирского края. В деревни располагались школа 1-й ступени и школа малограмотных.
Решением Новосибирского облисполкома от 09.04.1981 г. № 236 посёлок исключен из учётных данных в связи с выездом населения.

## Население
В 1928 году в деревне проживало 262 человека (141 мужчина и 121 женщина), основное население — украинцы.